# Wojciech Mokwiński
Wojciech Mokwiński (ur. 1937 r. w Kowlu, zm. 2023 w Gdańsku) – polski architekt, plastyk, instalator, pedagog PWSSP w Gdańsku (obecnie: Akademia Sztuk Pięknych w Gdańsku).

## Życiorys
Studiował na Wydziale Architektury Politechniki Gdańskiej, dyplom uzyskał (1963 r.) w pracowni
prof. Stanisława Różańskiego. W Państwowej Wyższej Szkole Sztuk Plastycznych w Gdańsku pracował jako starszy wykładowca na Wydziale Architektury i Wzornictwa, następnie na Wydziale Rzeźby. Jest współautorem opracowania formy plastycznej pomnika Poległych Stoczniowców ’70 w Gdańsku, oraz autorem koncepcji placu Solidarności wokół tego pomnika. 
W sierpniu 2014 na wniosek Europejskiego Centrum Solidarności został wraz z innymi budowniczymi pomnika Poległych Stoczniowców 1970 w Gdańsku uhonorowany przez ministra kultury i dziedzictwa narodowego odznaką "Zasłużony dla Kultury Polskiej".